# 2014-es Nickelodeon Kids’ Choice Awards
Ez a huszonhetedik Nickelodeon Kids’ Choice Awards. amelyet 2014. március 29-én rendeztek USC Galen Center, Los Angeles, Kaliforniában.

## Fellépők
- Austin Mahone- Mmm Yeah
- Aloe Blacc - Wake Me Up és The Man
- American Authors - Best Day of My Life

## Győztesek és jelöltek

### Kedvenc filmszínész
- Adam Sandler - Nagyfiúk 2.
- Johnny Depp - A magányos lovas
- Robert Downey Jr. - Vasember 3.
- Neil Patrick Harris - Hupikék törpikék 2

### Kedvenc filmszínésznő
- Jennifer Lawrence - Az éhezők viadala: Futótűz
- Sandra Bullock - Gravitáció és Női szervek
- Mila Kunis - Óz, a hatalmas
- Jayma Mays - Hupikék törpikék 2

### Kedvenc kemény pasi
- Robert Downey Jr. - Vasember 3.
- Johnny Depp - A magányos lovas
- Hugh Jackman - Farkas
- Dwayne Johnson - Halálos iramban 6.

### Kedvenc kemény csaj
- Jennifer Lawrence - Az éhezők viadala: Futótűz
- Sandra Bullock - Gravitáció
- Evangeline Lilly - A hobbit: Smaug pusztasága
- Jena Malone - Az éhezők viadala: Futótűz

### Kedvenc film
- Az éhezők viadala: Futótűz
- Vasember 3.
- Óz, a hatalmas
- Hupikék törpikék 2

### Kedvenc animációs film
- Jégvarázs
- Derült égből fasírt 2: A második fogás
- Gru 2.
- Szörny Egyetem

### Kedvenc hang egy animációs filmből
- Miranda Cosgrove - Gru 2.
- Steve Carell - Gru 2.
- Billy Crystal - Szörny Egyetem
- Katy Perry - Hupikék törpikék 2

### Kedvenc Tv színésznő
- Ariana Grande - Sam és Cat
- Jennette McCurdy - Sam és Cat
- Debby Ryan - Jessie
- Bridgit Mendler - Sok sikert, Charlie!

### Kedvenc Tv színész
- Ross Lynch - Austin és Ally
- Benjamin Flores, Jr. - A Hathaway kísértetlak
- Jack Griffo - A Thunderman család
- Jake Short - Szuperdokik

### Kedvenc Tv show
- Sam és Cat
- Sok sikert, Charlie!
- Agymenők
- Jessie

### Kedvenc rajzfilm
- SpongyaBob Kockanadrág
- Phineas és Ferb
- Kalandra fel!
- Tini Nindzsa Teknőcök

### Kedvenc animált állat pajtás
- Csillag Patrik - SpongyaBob Kockanadrág
- Kacsacsőrű Kerry - Phineas és Ferb
- Blöki	- Tündéri keresztszülők
- Csámpás - Rejtélyek városkája

### Kedvenc reality show
- Wipeout
- America's Got Talent
- The Voice
- American Idol

### Leglelkesebb sportoló
- Dwight Howard - Houston Rockets
- David Ortiz - Boston Red Sox
- Cam Newton - Carolina Panthers
- Richard Sherman - Seattle Seahawks

### Kedvenc együttes
- One Direction
- OneRepublic
- Macklemore & Ryan Lewis
- Maroon 5

### Kedvenc férfi énekes
- Justin Timberlake
- Pitbull
- Bruno Mars
- Pharrell Williams

### Kedvenc női énekes
- Selena Gomez
- Katy Perry
- Taylor Swift
- Lady Gaga

### Kedvenc dal
- Story of My Life - One Direction
- Roar - Katy Perry
- Wrecking Ball - Miley Cyrus
- I Knew You Were Trouble - Taylor Swift

### Kedvenc vicces sztár
- Kevin Hart
- Kaley Cuoco
- Andy Samberg
- Sofía Vergara

### Kedvenc videó játék
- Just Dance 2014
- Angry Birds Star Wars
- Disney Infinity
- Minecraft

### Kedvenc rajongók
- Selenators
- Arianators
- Directioners
- JT Superfans

### Kedvenc könyv
- Egy ropi naplója
- Harry Potter
- A hobbit
- Az éhezők viadala-trilógia

### Kedvenc alkalmazás
- Despicable Me: Minion Rush
- Angry Birds Star Wars II
- Candy Crush Saga
- Temple Run

### Életmű díj
- Dan Schneider

## Nyálkás hírességek
- Pharrell Williams
- Kaley Cuoco-Sweeting
- Jack Reynor
- Austin Mahone
- Cody Simpson
- David Blaine
- Shaun White
- Jukka Hilden
- Dave England
- Mark Wahlberg

## Nemzetközi díjak

### Kedvenc ázsiai színész
- G.E.M.
- Coboy Junior
- Lisa Surihani
- Anne Curtis

### Ausztrálok kedvenc szépe
- Harry Styles
- Ariana Grande
- Selena Gomez
- Redfoo

### Ausztrálok kedvenc nickelodeon show-ja
- Sam és Cat
- Camp Orange
- A Hathaway kísértetlak
- Sanjay és Craig

### Legviccesebb francia színész
- Kev Adams - Soda
- Audrey Lamy és Loups-Denis Elion - Scènes de ménages
- Norman Thavaud - Norman fait des vidéos.
- Frédéric Testot - Hupikék törpikék és Hupikék törpikék 2

### Kedvenc latin színész
- Lali Espósito
- Danna Paola
- Paty Cantú
- Riva

### Kedvenc svéd sztár
- The Fooo
- Anton Ewald
- Yohio
- Zara Larsson

### Kedvenc brit rajongók
- Directioners
- Arianators
- TW Fanmily
- Mahomies

### Kedvenc sztár (német/osztrák/svájci)
- Luca Hänni
- Elyas M’Barek
- Daniele Negroni
- Thomas Müller

### Kedvenc lengyel sztár
- Dawid Kwiatkowski
- Kamil Bednarek
- Ewa Farna
- Margaret

## Fordítás
- Ez a szócikk részben vagy egészben  a(z)   2014 Kids' Choice Awards című angol Wikipédia-szócikk ezen változatának fordításán alapul.  Az eredeti cikk szerkesztőit annak laptörténete sorolja fel. Ez a jelzés csupán a megfogalmazás eredetét és a szerzői jogokat jelzi, nem szolgál a cikkben szereplő információk forrásmegjelöléseként.